# Trilacuna clarissa
Espèce
Trilacuna clarissa est une espèce d'araignées aranéomorphes de la famille des Oonopidae.

## Distribution
Cette espèce est endémique de Sumatra en Indonésie. Elle se rencontre dans la réserve naturelle Rimbo Panti dans la province de Sumatra occidental entre 300 et 400 m d'altitude.

## Description
Le mâle holotype mesure 1,1 mm.

## Étymologie
Cette espèce est nommée en l'honneur d'Agatha Mary Clarissa Miller, plus connue sous son nom d'auteure Agatha Christie.

## Publication originale
- Eichenberger & Kranz-Baltensperger, 2011 : New Trilacuna species from Thailand, Malaysia and Sumatra (Araneae, Oonopidae). Zootaxa, no 2823, p. 1–31.